# Standards
Standards — четвёртый студийный альбом американской рок-группы Tortoise. Он был выпущен 20 февраля 2001 года лейблом Thrill Jockey.

## Предыстория
При создании альбома было использовано меньше студийных манипуляций, чем на предыдущих записях.

## Отзывы
| Совокупная оценка                 | Совокупная оценка |
| Источник                          | Оценка            |
| --------------------------------- | ----------------- |
| Metacritic                        | 78/100            |
| Оценки критиков                   |                   |
| Источник                          | Оценка            |
| AllMusic                          | [ 7 ]             |
| The Encyclopedia of Popular Music | [ 8 ]             |
| Entertainment Weekly              | B+                |
| NME                               | [ 10 ]            |
| Pitchfork                         | 9.2/10            |
| Rolling Stone                     | [ 12 ]            |
| Spin                              | 7/10              |

Альбом получил положительные отзывы музыкальной критики и интернет-изданий.
The A.V. Club написал, что «группа находится между тем, чтобы поймать сиюминутное, податливое вдохновение и превратить этот момент в некий вечный гимн, и, как всегда, она выбирает уныние и промедление, довольствуясь иногда приятным, иногда сумасшедшим, почти всегда стимулирующим исследованием атмосферы». Entertainment Weekly назвал альбом «музыкой настроения для пост-постмодерна, как устремлённой вперёд, так и устремлённой назад». Spin назвал его «настолько плотным соединением стилей и импульсов, что мы можем назвать это оригинальностью». The New Zealand Herald назвал Standards «аккуратной интригующей мешаниной инструментального рока, пронизанного однобокими грувами, мечтательными дронами, не совсем джазовой перкуссией и вибрациями, и крутящей ручки электроникой, трущейся о свалку старых инструментов — и все это каким-то образом выливается в доступный, мелодичный, структурированный роман».

## Список композиций
Слова и музыка всех песен — Tortoise.
| №                   | Название            | Длительность |
| ------------------- | ------------------- | ------------ |
| 1.                  | «Seneca»            | 6:20         |
| 2.                  | «Eros»              | 4:26         |
| 3.                  | «Benway»            | 4:46         |
| 4.                  | «Firefly»           | 3:56         |
| 5.                  | «Six Pack»          | 3:11         |
| 6.                  | «Eden 2»            | 2:08         |
| 7.                  | «Monica»            | 6:30         |
| 8.                  | «Blackjack»         | 4:07         |
| 9.                  | «Eden 1»            | 2:36         |
| 10.                 | «Speakeasy»         | 6:18         |
| Общая длительность: | Общая длительность: | 44:18        |

| №   | Название       | Длительность |
| --- | -------------- | ------------ |
| 11. | «Blackbird»    | 5:04         |
| 12. | «Blue Station» | 5:37         |

## Чарты
| Чарт (2001)                         | Высшая позиция |
| ----------------------------------- | -------------- |
| Великобритания (UK Albums, OCC)     | 95             |
| США (Billboard 200)                 | 200            |
| США (Independent Albums, Billboard) | 10             |